# Кунігунда Люксембурзька
Кунігунда Люксембурзька (приблизно 980, Люксембург або замок Глейберг поблизу Гіссена —3 березня 1039, монастир Кауфунген) — дружина імператора Генріха II (останнього правителя сім'ї Оттонів), після його смерті на короткий час також керувала урядовими справами Священної Римської імперії. Як і її чоловік, вона належить до святих католицької церкви і особливо вшановується у Бамберзі. Крім того, Кунігунда була першою імператрицею після рубежу тисячоліть.

## Життєпис

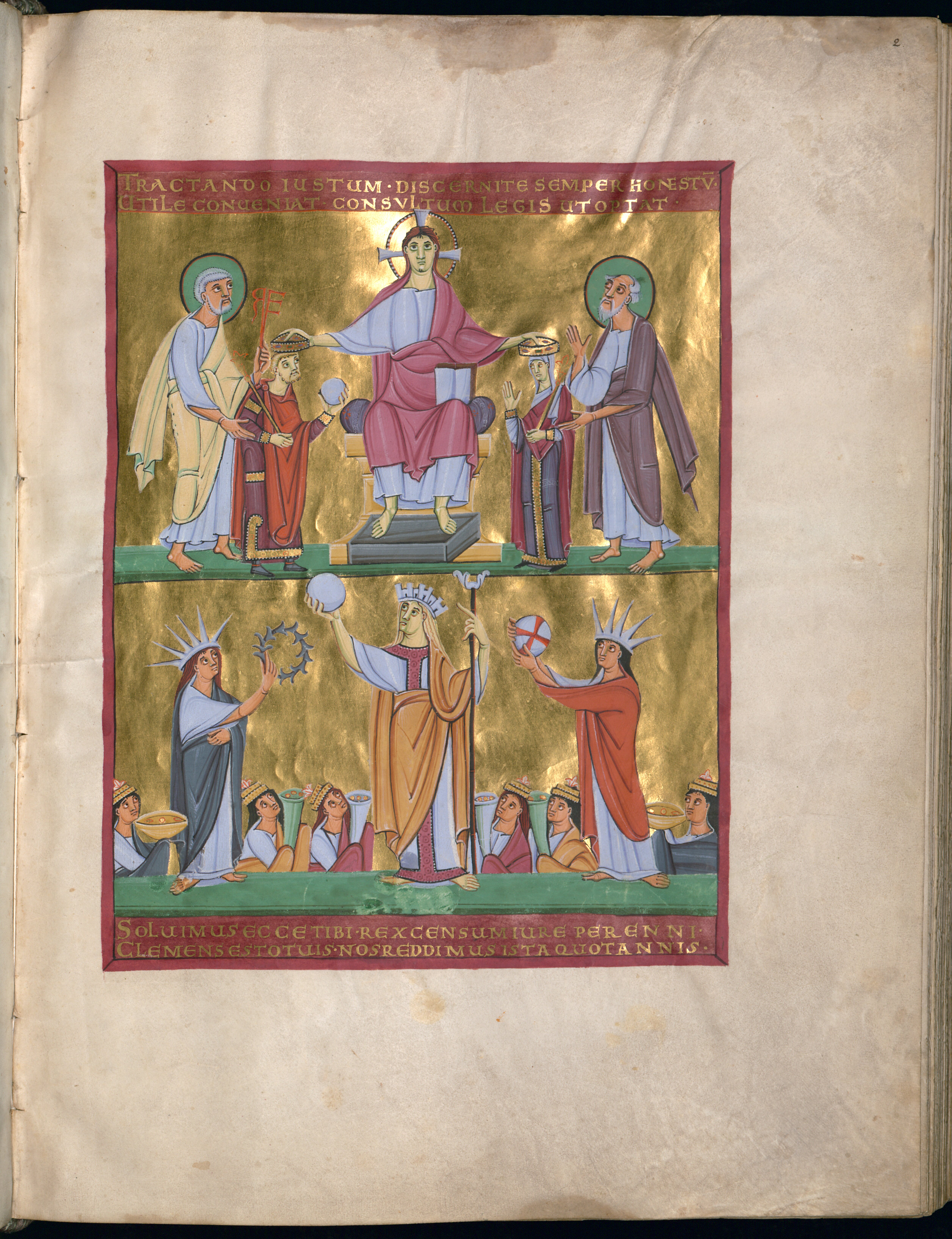
Верхня частина зображення: Христос вінчає Генріха II та Кунігунду. Баварська державна бібліотека

Кунігунда народилася восьмою дитиною графа Люксембурга Зигфріда I та його дружини Гадвіги. Загалом у неї було десять братів і сестер: брати герцог Генріх V Баварський, Зигфрід, Гізельберт, граф Фрідріх, єпископ Дітріх II, Альберо і сестри Лютгард (дружина Арнульфа Голландського), Єва (дружина графа Гергарда III Мецького), ігуменя Ерментруда та сестра (дружина графа Дітмара), ім'я якої невідоме. ЇЇ дідусь по батькові, а також прадід по батькові залишаються невідомими. У неї була кров Каролінгів через бабусю по батькові. Бабуся, яку також звали Кунігунда, була матір'ю графа Люксембурга Зигфріда I, дочкою Ерментруда і онукою короля Західної Франконії Людовика II.

Незабаром після 995 року Кунігунда вийшла заміж за герцога Генріха IV Баварського (згодом імператора Генріха II) з баварської лінії Людольфінгів. У шлюбі не було дітей і згідно з переказом, подружжя жило у шлюбній чистоті. 

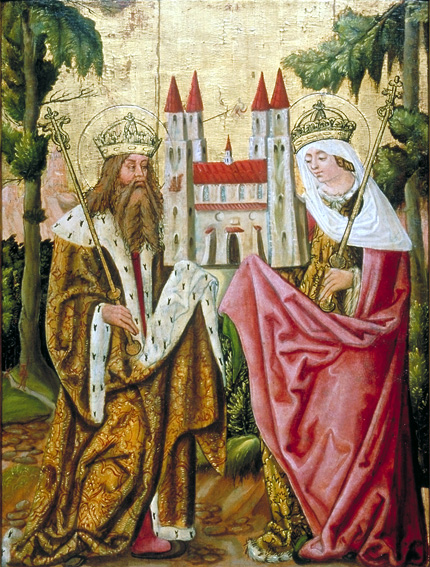
Зображення святого подружжя, XVII століття

1002 року в Падерборні архієпископ Майнца Віллігіз висвятив Кунігунду на королеву. Ця подія стала першою коронацією королеви в німецькій історії, тоді як її попередниці були одразу короновані імператрицями. Ймовірно, вона була помазана і увінчана 10 серпня у день святого Лаврентія, який мав величезне значення для оттонійців з точки зору успіху на війні. Крім того, швидше за все Падеборн був обраний місцем коронації, оскільки він був «однією з найважливіших основ королівського правління у Саксонії».
У 1014 році Кунігунда була коронована на імператрицю папою Бенедиктом VIII разом з чоловіком у Соборі святого Петра в Римі. Більш ранні римо-німецькі королеви не отримували помазання та коронацію, які у 1002 році отримала Кунігунда. Релігійно-королівська легітимність правителя також застосовувалася і до них.

Для організації Бамберзької архієпархії у 1007/1008 роках Кунігунді необхідно було надати своє віно, оскільки місто Бамберг фактично було передано їй чоловіком як шлюбне майно. Немає жодних ознак того, що Кунігунда не підтримала цю благодійну передачу. На обкладинці знаменитого рукопису «Бамберзького апокаліпсису» був напис: «Генріх і Кунігунда приносять тобі ці дари» (Henric et Kunigunt haec tibi munera promunt). Частково ці розпорядження були скасовані наступником Генріха — імператором Конрадом II. 

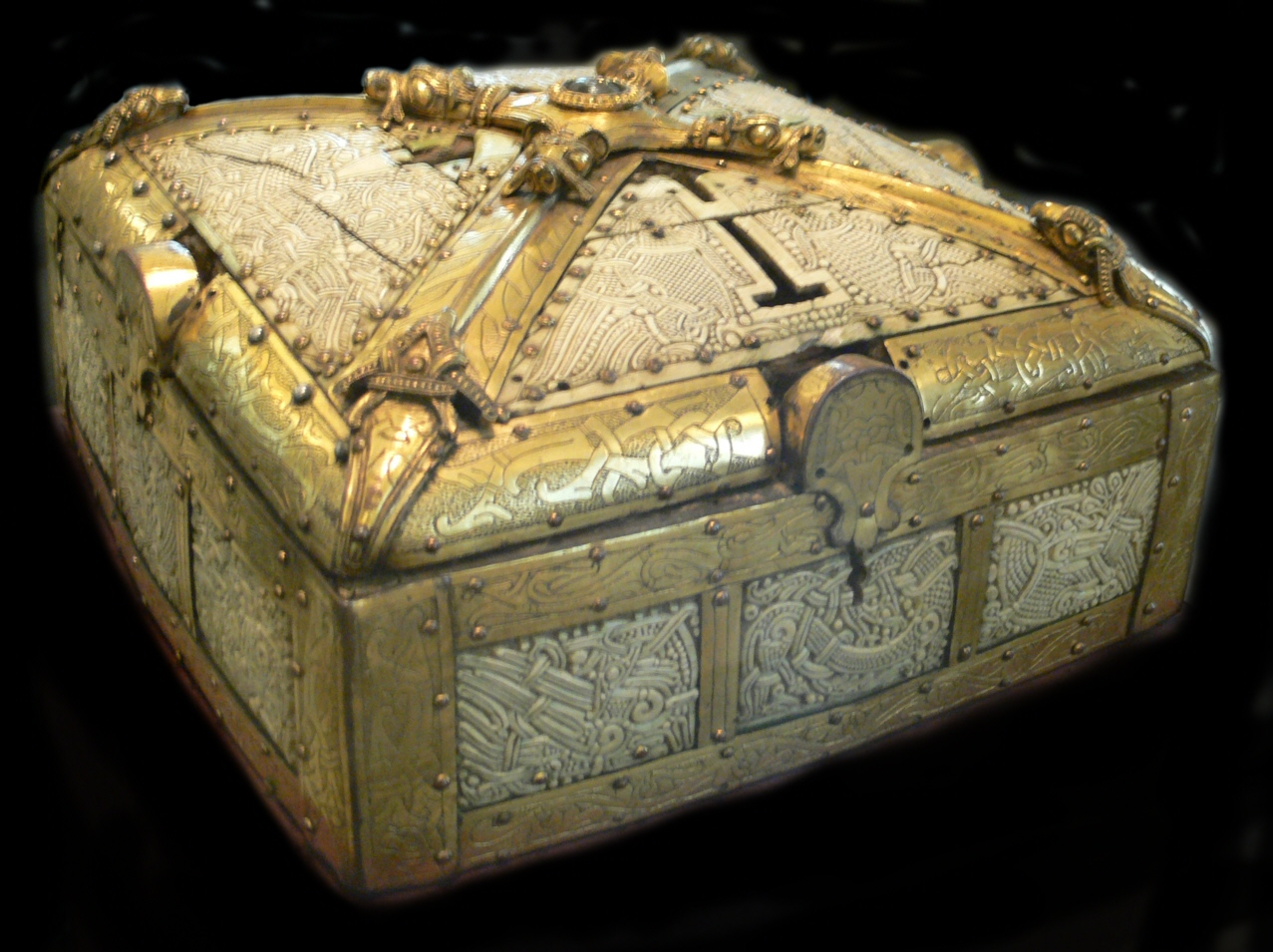
Так звана «Коробка св. Кунігунди» (Скандинавія, приблизно 1000 рік). Із скарбниці Бамберзького собору, сьогодні в Баварському національному музеї, Мюнхен

Якщо передача майна Кунігунди на користь Бамберга вже викликала напругу в родині, то відмова Генріха дати її брату Адальберо — пробсту церкви святого Павліна в Трірі — посаду архієпископа Тріра призвела до відкритого конфлікту з братами Дітріхом II, єпископом Мецьким і баварським герцогом Генріхом V. Люксембурзьке повстання було придушене Генріхом.
У квітні 1024 року Кунігунда востаннє бачила Генріха в місті Гослар, про її присутність на смертному ложі в Гроні (сьогодні частина Геттінгена) у червні того ж року невідомо. Під час майже двомісячної вакансії на престол після смерті чоловіка Кунігунда керувала імператорськими справами з допомогою своїх братів Дітріха та Генріха. Вона також керувала клейнодами Священної Римської імперії. Вона передала їх новому королю Конраду II після його коронації. Кунігунда була першою королевою, яка зберегла імперські знаки та передала їх новому королю.
З її шлюбу з Генріхом у 1008 році був заснований королівський двір у Касселі, біля якого вона заснувала монастир Кауфунген. У першу річницю смерті Генріха вона вступила до заснованого нею бенедиктинського монастиря. Відповідно до її біографії, це був символічний вступ до монастиря. Там вона і померла (за найдостовірнішими доказами) 3 березня 1033 року. Ймовірно, її перше поховання було у тамтешній монастирській церкві.

## Політичний вплив

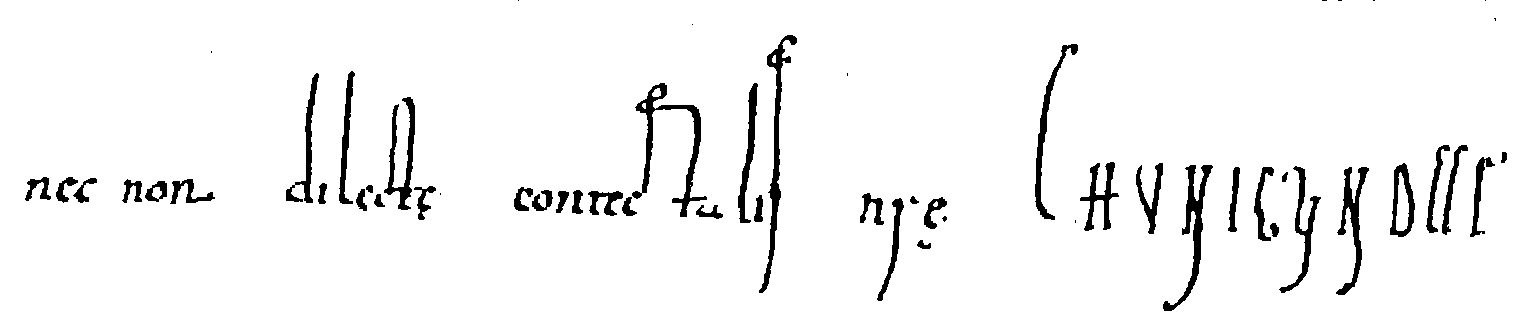
«а також нашій дорогій жертводавиці Кунігунді» з акта про пожертвування в єпархію Бамберг

Кунігунда виразніше постає незалежною політичною діячкою, ніж її попередниці. Однією з її переваг у порівнянні з імператрицею Феофанією було те, що вона походила з процвітаючого покоління з Верхньої Лотарингії і тому змогла зав'язати багато стосунків ще до свого правління. За допомогою втручання (маючи посаду радниці у королівських справах) та посередництва у політичних конфліктах можна оцінити її участь у імператорському правлінні. Близько третини документів Генріха називає Кунігунду радницею. Вона допомагала своєму чоловікові словом і ділом, наприклад, як представниця короля з питань безпеки кордонів у 1012 та 1016 роках у Саксонії, що є доказом її мужнього бойового духу в походів і битвах. Вона завжди пильно ставилася до імператорських справ та інформувала свого чоловіка про нові ситуації, як свідчить її швидка реакція після смерті архієпископа Вальтгарда, королівського адміністратора в Саксонії.
Завдяки фондам, пожертвам та молитовним товариствам вона забезпечила спогад про своє правління. Під час тривалого процесу вона заснувала бенедиктинський монастир у Кауфунгені поблизу Касселя (за Тітмаром Мерзебурзьким 1017 рік).

## Канонізація

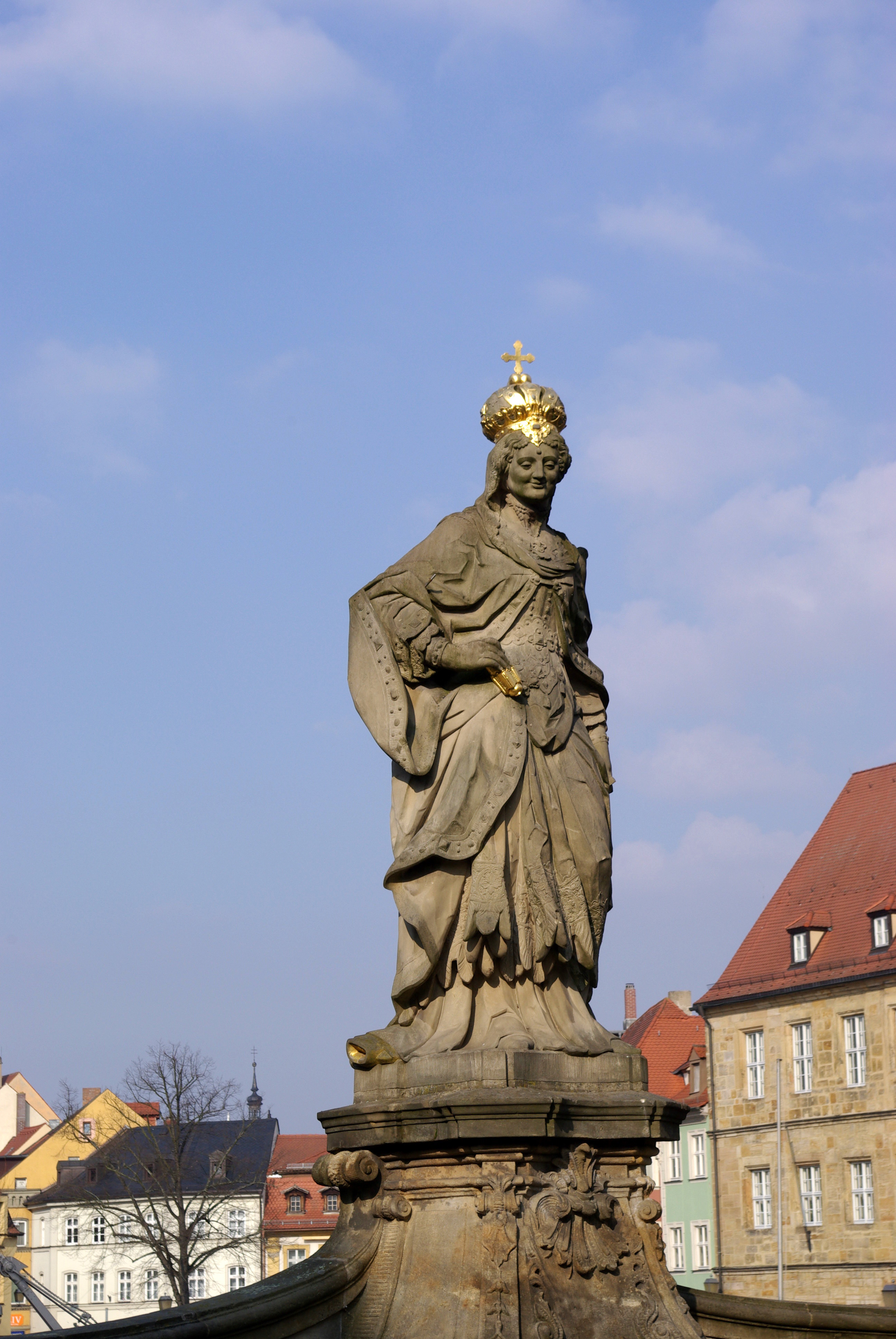
Статуя Кунігунди в Бамберзі

За легендою, Генріх II, який був канонізований у 1146 році — через сто років після його смерті, не міг допустити, щоб його дружина не була вшанована. Згідно з агіографією, доводячи свою невинність щодо заяви про перелюбство перед Божим судом, Кунігунда пройшла по гарячому лемешу (або по гарячому вугіллю) і залишилася неушкодженою. Це розглядалося як ознака її цнотливості та святості. 

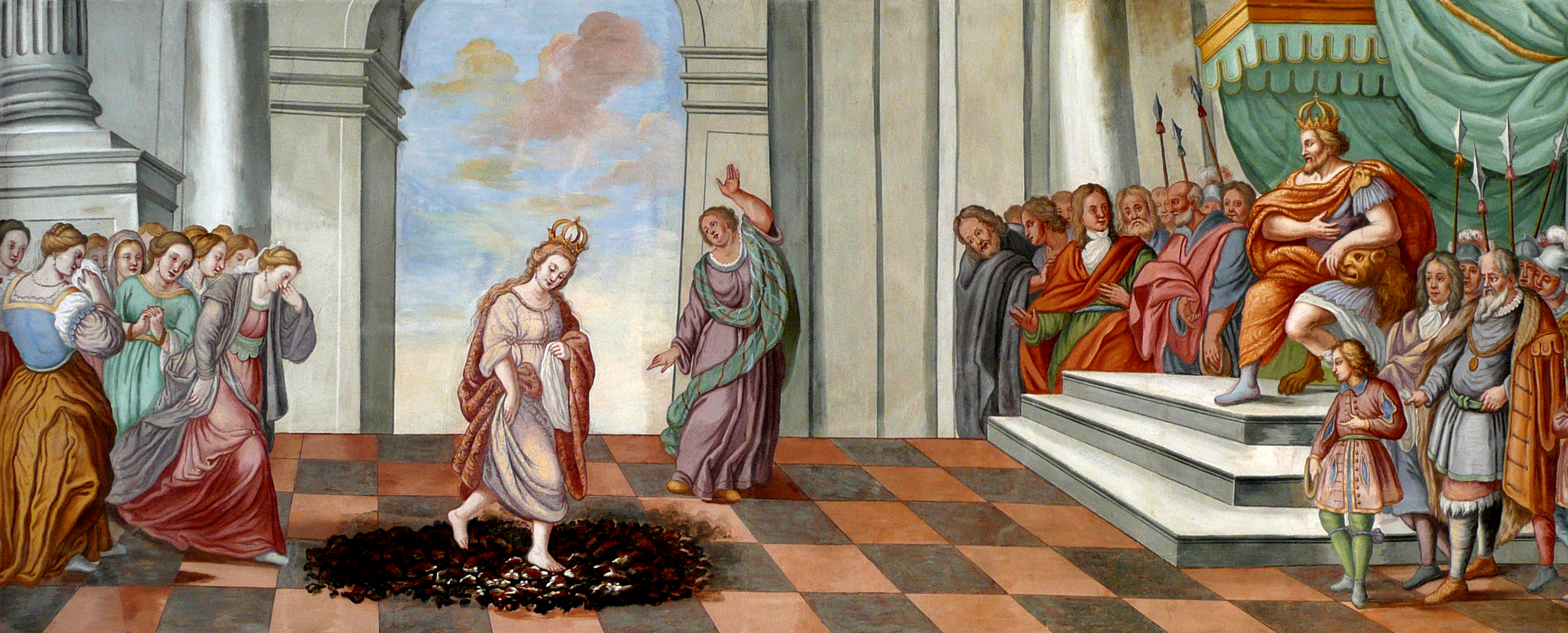
Кунігунда переходить через розпечене вугілля, розпис на стелі у літньому залі Абатства Корвей

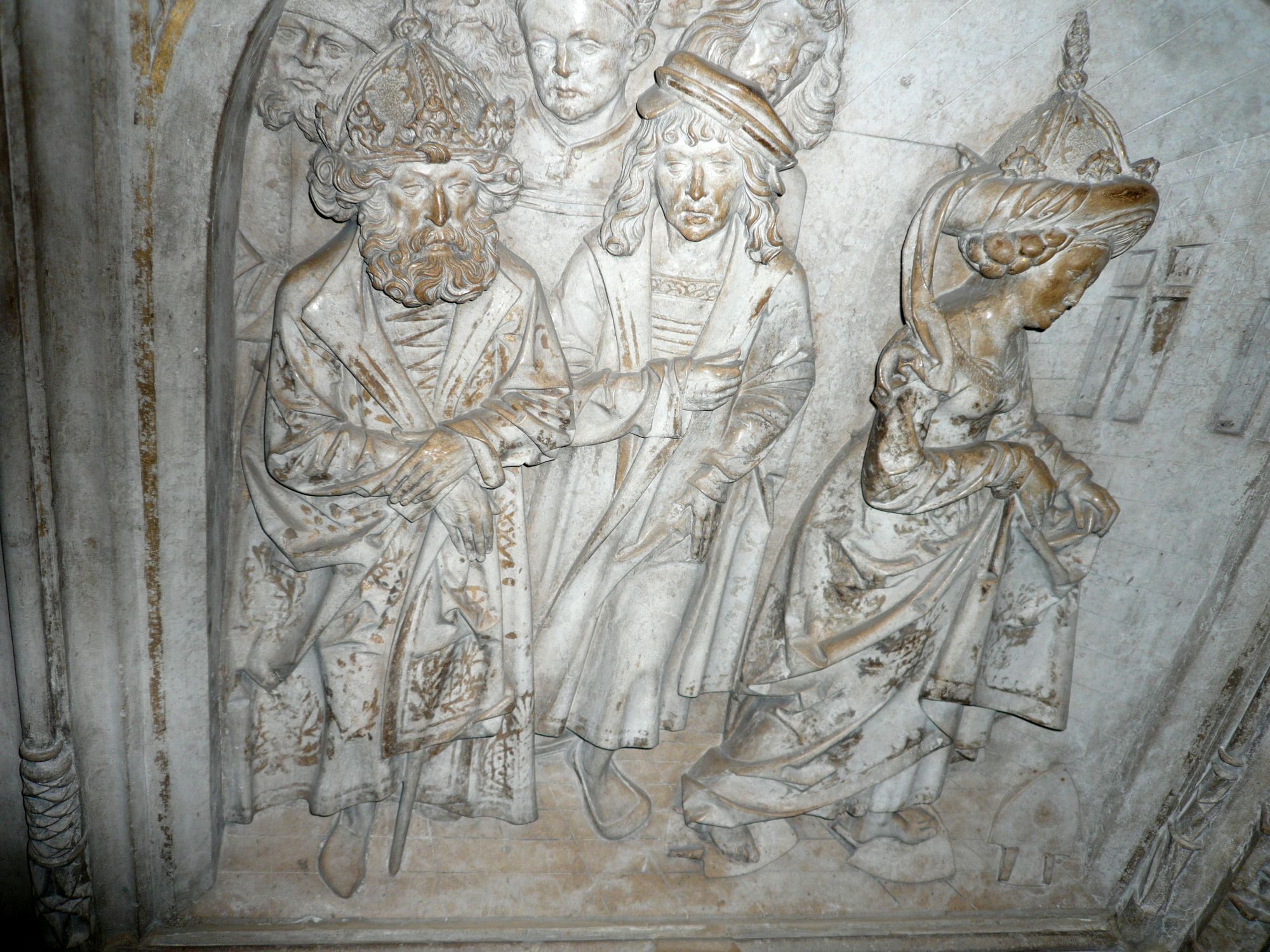
Кунігунде ходить по розпеченому лемішу, щоб уникнути підозр у подружній невірності (зображено в Бамберзькому соборі)

3 квітня 1200 року папа Інокентій III канонізував Кунігунду. Два примірники свідчення про канонізацію знаходяться з 1992 року в Державному архіві в Бамберзі. Через рік, 9 вересня 1201 року, її кістки були підняті на вівтар у Бамберзькому соборі. Неможливо з'ясувати, чи Кунігунда все-таки похована у Кауфунзі. У 1513 році Тільман Ріменшнайдер закінчив мармурову гробницю у Бамберзькому соборі для двох святих засновників єпископства — Генріха II і Кунігунди, куди у вересні 1513 року були перенесені мощі імператорської пари.

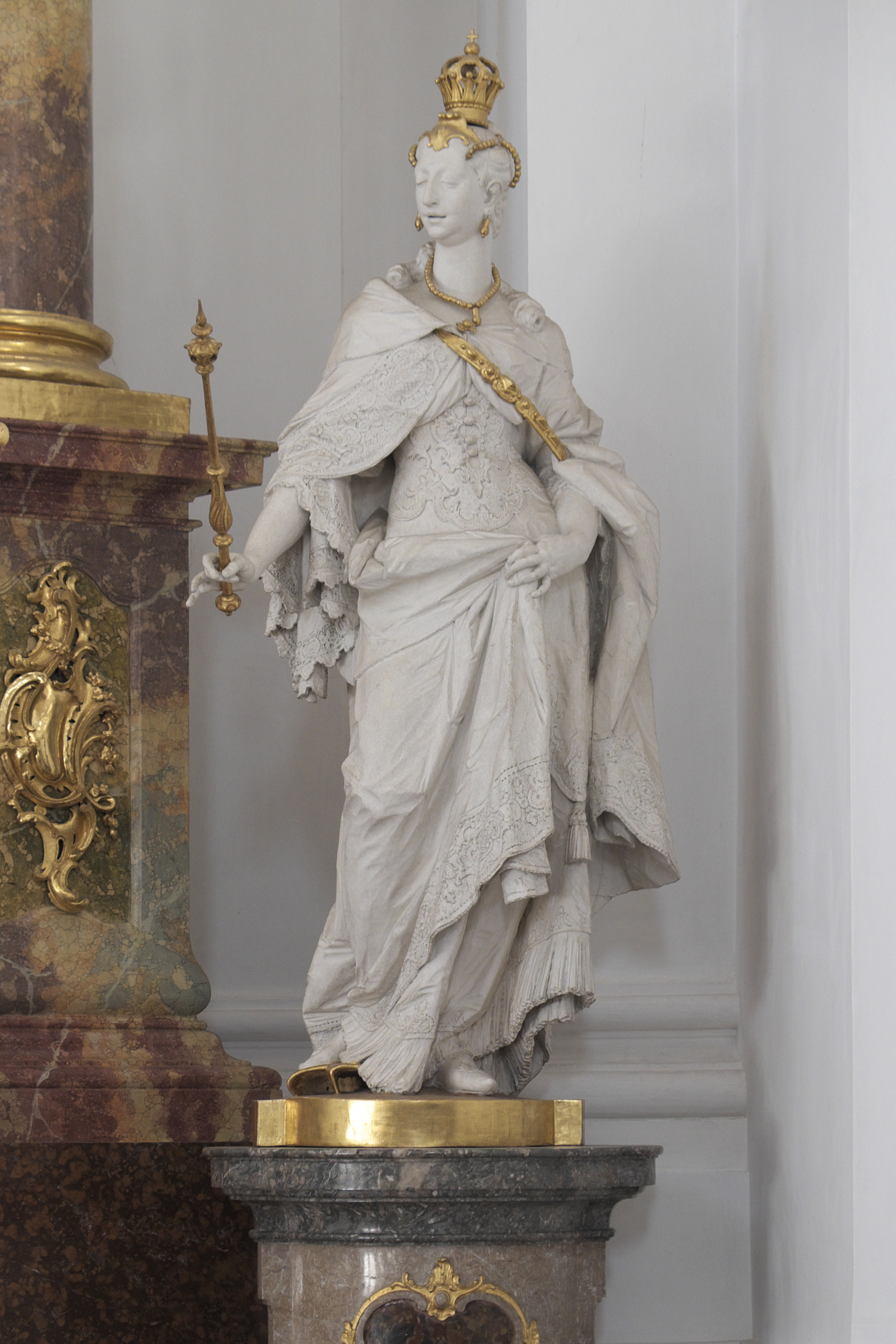
Кунігунда біля високого вівтаря церкви святих Маринуса і Аніана в Ротт-ам-Інн

У пізньому середньовіччі у Франконії та особливо в єпархії Бамберг Кунігунда обігнала свого чоловіка як народна свята. Ймовірно, цьому сприяла її марійна репутація «королеви і діви», що відповідала середньовічному ідеалу благочестя. Побожні бамберзівці переконані, що навіть у Другій світовій війні Кунігунда врятувала їх місто від бомбардувань.
Окрім кісток імператриці, з її ім'ям у Бамберзі асоціюються й інші реліквії, зокрема так званий «пояс святої Кунігунди» та «чаша святої Кунігунди».
У 1511 році в Бамберзі з'явилася німецькомовна книга з 18 різьбленнями «Heiligenlebenpaar zu Heinrich und Kunigunde», яку написав монах-бенедиктинець Ноннос Стеттфельдер. По суті це переклад біографії про святу — «Vita Cungegundis» (приблизно 1199 року).

## Дні спомину
- Євангелічна церква: 13 липня у євангельському календарі імен
- Римо-католицька церква: 3 березня, 13 липня у німецькомовних країнах (крім єпархій Бамберг, Базель, Зальцбург і Фульда)[8]

## Вшанування й іконографія
Кілька лип, деяким з яких до 1000 років, свідчать про популярність Кунігунди у Франконії, наприклад, у Касберзі (Касбергер Лінде), Грефенберзі, Аубі та у дворі Нюрнберзької фортеці (замінено в 1934 році). Також є липа навпроти Кауфунгенської церкви. У кількох легендах згадується про імператрицю, яка заблукала в лісі. Після її порятунку вона робила пожертви в церкви та каплиці сусіднім громадам.